# Karosa C 954
Karosa C 954 je model linkového meziměstského autobusu, který vyráběla společnost Karosa Vysoké Mýto v letech 2001 až 2006 (od roku 2003 pouze v modifikaci C 954E). Jedná se o nástupce typu C 934.

## Konstrukce
C 954 je základním modelem autobusů řady 950. Je to dvounápravový autobus s polosamonosnou karoserií a motorem s mechanickou převodovkou umístěnou za zadní nápravou. Karoserie byla, na rozdíl od C 934, sestavena do skeletu, poté prošla kataforetickou lázní a byla olakována a oplechována zinkovým plechem. Nápravy vyrobily firmy RI (přední tuhá) a Meritor (zadní hnací). Přední čelo vozu je velice podobné typu C 934, bylo ale mírně upraveno. Naopak zadní čelo se liší podstatně – už není vypouklé jako má C 934, ale ploché, jakoby useknuté. Díky tomu mohl být prodloužen vnitřní prostor. Všechny sedačky pro cestující, které jsou rozmístěny 2+2, jsou umístěny na vyvýšených podestách, což umožnilo zvětšit objem zavazadlového prostoru, nacházejícího se pod podlahou mezi nápravami, na 6,1 m³. V pravé bočnici jsou umístěny dvoje dvoukřídlé výklopné dveře přibližně stejné šířky. První jsou před přední nápravou, druhé, u kterých se nachází prostor pro přepravu kočárku, jsou umístěny před nápravou zadní. Oproti vozům řady 930 má C 954 také větší rozvor a je tedy i celkově delší. 
Na podzim 2003 byly tyto vozy mírně modifikovány a byly vyráběny pod označením C 954E. Nejvýraznější změnou bylo nahrazení oken uchycených v gumě lepenými skly, u kterých nedochází k zatékání vody. Kromě toho bylo provedeno několik dalších menších úprav.

## Výroba a provoz
Vozy C 954 začaly být vyráběny jako jedny z prvních autobusů nové řady 950 v roce 2001, od roku 2003 byly vyráběny pouze inovované autobusy C 954E. Jejich sériová produkce probíhala do roku 2006, tedy téměř do konce výroby řady 900. Celkem bylo vyrobeno 1642 kusů autobusů C 954 a C 954E.
Typ C 954 je určen především pro regionální a meziměstské dopravce. U těchto firem je v provozu mnoho vozů C 954. Dopravní podniky tyto autobusy ve velkém množství nekupovaly.

## Historické vozy
- Martin Uher – vůz ev.č.1142